# Szűcs Sándor (színművész)
Szűcs Sándor (Budapest, 1960. július 15. –) magyar színész.

## Életpályája
1974–1978 között a budapesti hajózási szakközépiskolába járt.
Színi tanulmányait a Nemzeti Színház Stúdiójában kezdte Bodnár Sándor tanítványaként, 1978–1981 között. 1981-től a nyíregyházi Móricz Zsigmond Színház tagja volt.
A Színház- és Filmművészeti Főiskolán 1987-ben végzett prózai szakon, Marton László osztályában. 1988-tól a Miskolci Nemzeti Színház, 1992-től a Győri Nemzeti Színház művésze, 1993-tól szabadfoglalkozású színművész volt. 1999-ben Kerényi Miklós Gábor kereste meg, majd ettől kezdve rendszeresen játszott a régi Nemzeti Színház, átnevezése után, 2000-től pedig a Pesti Magyar Színház előadásaiban. 2003 óta a társulat tagja. Sokaknak kedves szerepe a La Mancha lovagja című előadás Sanchója, előbb Szakácsi Sándor, majd a darab felújítása után Jegercsik Csaba mellett. 2016-ban ötletgazdája volt a Pesti Magyar Színházból induló Nézőpontváltó rákellenes színházi staféta programnak.
Számos film magyar hangjaként is hallható. Az Inj-Actor motoros klub tagja.
Felesége: Egri Katalin, gyermekei: Anna (1985) és Dorottya (1987).

## Díjai, elismerései
- 2014 OlimpiART színészolimpia (tenisz páros bronzérem)[8][9]

## Színházi szerepei
| \| Szerző \| A darab címe \| Bemutató dátuma \| S z í n h á z \| Játszott szerep \| \| -------------------------------------------------------------------------------- \| ------------------------------------------------ \| --------------- \| ------------------------------------------------------------------------- \| ------------------------------------------------------------- \| \| Hunyady Sándor \| Júliusi éjszaka \| 1987. \| Népszínház (Budapest) Művelődési Ház (Szolnok) \| Inas \| \| Békés József \| Sándor, József, Benedek \| 1988. \| Népszínház (Budapest) Ceglédi Művelődési Ház \| Jani \| \| Horváth Péter \| A padlás \| 1988. \| Miskolci Nemzeti Színház \| Törpe \| \| Trevor Griffiths \| Komédiások \| 1989. \| Miskolci Nemzeti Színház, Játékszín \| Gedd Murray \| \| Eugene O’Neill \| Holt fény \| 1989. \| Miskolci Nemzeti Színház Kamaraszínháza \| Mike Hogan \| \| William Shakespeare \| Vízkereszt, vagy amit akartok \| 1989. \| Miskolci Nyár Belvárosi Szabadtéri Színpad \| Valentino nemes \| \| Oldřich Daněk \| Negyven gonosztevő és egy darab ártatlanság \| 1989. \| Miskolci Nemzeti Színház \| Hájas \| \| Weöres Sándor \| Holdbeli csónakos \| 1989. \| Miskolci Nemzeti Színház \| Bolond Istók \| \| Miguel de Cervantes Saavedra, Dale Wasserman \| La Mancha lovagja \| 1990. \| Miskolci Nemzeti Színház \| Szolga és Sancho \| \| Arthur Schnitzler, Kornis Mihály \| Körmagyar \| 1990. \| Miskolci Nemzeti Színház \| Katona \| \| Carlo Gozzi \| A szarvaskirály \| 1990. \| Miskolci Nemzeti Színház \| Leandro, Pantalone fia \| \| Alfred Grünwald, Fritz Löhner-Beda \| Bál a Savoyban \| 1990. \| Miskolci Nemzeti Színház \| Musztafa bey, táncoskomikus \| \| Harmath Imre \| Maya \| 1991. \| Miskolci Nemzeti Színház Kamaraszínháza \| Director \| \| Alfred Maria Willner, Robert Bodansky \| Luxemburg grófja \| 1991. \| Kisfaludy Színház \| Lord Lanchester \| \| Arthur Miller \| A salemi boszorkányok \| 1991. \| Kisfaludy Színház \| Ezekiel Cheever \| \| Daniel Keyes, Korognai Károly \| Virágot Algernonnak \| 1994. \| Vörösmarty Színház \| \| \| Friedrich Dürrenmatt \| Az öreg hölgy látogatása \| 1986. \| Vígszínház \| Állomásfőnök és Újságíró \| \| Mihail Afanaszjevics Bulgakov \| Iván, a rettentő \| 1986. \| Vígszínház \| 2. rendőr \| \| Alain Boublil, Jean-Max Rivière \| A francia forradalom \| 1986. \| Ódry Színpad \| Bonaparte \| \| Pierre-Augustin Caron de Beaumarchais \| A sevillai borbély avagy a hiábavaló elővigyázat \| 1986. \| Ódry Színpad \| Jegyző \| \| Szigligeti Ede \| Liliomfi \| 1987. \| Ódry Színpad \| Szellemfi \| \| Jaroslav Hašek, Emil Frantiąek Burian \| Svejk, egy derék katona kalandjai a hátországban \| 1987. \| Ódry Színpad \| Hitelező \| \| Fjodor Mihajlovics Dosztojevszkij, Albert Camus \| Ördögök \| 1986. \| Vígszínház \| Rendőr \| \| Sarkadi Imre \| Oszlopos Simeon \| 1987. \| Vígszínház \| Postás \| \| Jékely Zoltán \| Mátyás király juhásza \| 1987. \| Népszínház (Budapest) Művelődési Ház (Bonyhád) \| Berengár udvarmester és Gergő juhász \| \| Edmond Rostand \| Cyrano de Bergerac \| 1987. \| Madách Színház Dóm tér (Szeged) \| \| \| Miguel de Cervantes Saavedra, Dale Wasserman \| La Mancha lovagja \| 1984. \| Ódry Színpad \| Paco, öszvérhajcsár \| \| Vörösmarty Mihály \| Csongor és Tünde \| 1981. \| Móricz Zsigmond Színház \| Kurrah \| \| Dalmiro Saenz \| Ez aztán szerelem \| 1982. \| Móricz Zsigmond Színház \| \| \| Németh László \| Husz János \| 1980. \| Nemzeti Színház \| Második suhanc \| \| Tennessee Williams \| Az ifjúság édes madara \| 1999. \| Nemzeti Színház Várszínház \| Scotty \| \| Vörösmarty Mihály, Görgey Gábor \| Handabasa avagy a fátyol titka \| 2000. \| Budaörsi Játékszín Nyári Lakótelepi Színháza \| Rigó Dezső, lézengő fiatal \| \| Molière \| A nők iskolája \| 2000. \| Magyar Színház \| Alain, paraszt, Arnolf inasa \| \| Miguel de Cervantes Saavedra, Dale Wasserman \| La Mancha lovagja \| 2001. \| Magyar Színház \| Borbély \| \| William Shakespeare \| Téli rege \| 2001. \| Magyar Színház \| Cleomenes \| \| Szép Ernő \| Patika \| 2002. \| Magyar Színház \| Jóvér Jani \| \| Pozsgai Zsolt \| Arthur és Paul \| 2003. \| Magyar Színház Sinkovits Imre Színpad \| II. Menelik, abesszin császár \| \| Edmond Rostand, Tom Jones \| A fantasztikusok \| 2004. \| Magyar Színház Sinkovits Imre Színpad \| Mortimer \| \| Eugene O'Neill \| Vágy a szilfák alatt \| 2004. \| Budaörsi Játékszín \| Hector \| \| Arisztophanész \| Madarak \| 2004. \| Budaörsi Játékszín Bleyer Jakab Német Nemzetiségi Általános Iskola udvara \| Banka \| \| Arisztophanész \| Madarak \| 2004. \| Budaörsi Játékszín \| Banka \| \| William Shakespeare \| A windsori víg nők \| 2004. \| Magyar Színház \| Bardolph \| \| Nyikolaj Vasziljevics Gogol \| Háztűznéző \| 2009. \| Magyar Színház \| Sztarikov \| \| Rejtő Jenő, Schwajda György \| A néma revolverek városa \| 2005. \| Magyar Színház \| Lovell \| \| Nepp József (rajzfilm), Ternovszky Béla (rajzfilm), Valla Attila, Szikora Róbert \| Macskafogó \| 2006. \| Magyar Színház \| Maxi Pocak \| \| Tamási Áron, Pozsgai Zsolt \| Ábel \| 2007. \| Magyar Színház \| Komisszár \| \| Miguel de Cervantes Saavedra, Dale Wasserman \| La Mancha lovagja \| 2007. \| Bakáts Téri Szabadtéri Színpad \| Borbély \| \| Jean Anouilh \| Becket, vagy Isten becsülete \| 2007. \| Magyar Színház \| I. francia báró; I. inas \| \| Edmond Rostand \| Cyrano de Bergerac \| 2009. \| Magyar Színház \| Ragueneau \| \| Joseph Kesselring \| Arzén és levendula \| 2010. \| Magyar Színház \| Brophy, rendőr \| \| Molnár Ferenc \| Liliom \| 2010. \| Magyar Színház \| Berkovics \| \| John Ford \| Kár, hogy kurva \| 2010. \| Pesti Magyar Színház Sinkovits Imre Színpad \| \| \| Tennessee Williams \| Macska a forró tetőn \| 2011. \| Magyar Színház \| Baugh doktor \| \| Georges Feydeau \| Osztrigás Mici \| 2011. \| Magyar Színház \| Varlin, biztosítási ügynök (párbajsegéd) \| \| Berg Judit \| Rumini \| 2011. \| Magyar Színház \| Ajtony, hajószakács \| \| Mark Twain, Miklós Tibor \| Tom Sawyer és Huckleberry Finn kalandjai \| 2012. \| Pesti Magyar Színház \| Temetkezési vállalkozó; Sheriff \| \| Janikovszky Éva, Szabó Borbála \| Égigérő fű \| 2013. \| Magyar Színház \| Dezső Dezső \| \| Szerb Antal, Forgách András \| Holdvilág és utasa \| 2013. \| Vasfüggöny mögötti játéktér \| Waldheim \| \| Böszörményi Gyula \| Almaszósz \| 2013. \| Magyar Színház \| Hernyó, a hernyók leghernyóbbika, a királylányrabló; Szomszéd \| \| Heinrich von Kleist, Tasnádi István \| Közellenség \| 2013. \| Magyar Színház \| Herse; Sintér \| \| \| \| . \| \| \| |                                                  |                 |                                                                           |                                                               |
| Szerző | A darab címe                                     | Bemutató dátuma | S z í n h á z                                                             | Játszott szerep                                               |
| Hunyady Sándor | Júliusi éjszaka                                  | 1987.           | Népszínház (Budapest) Művelődési Ház (Szolnok)                            | Inas                                                          |
| Békés József | Sándor, József, Benedek                          | 1988.           | Népszínház (Budapest) Ceglédi Művelődési Ház                              | Jani                                                          |
| Horváth Péter | A padlás                                         | 1988.           | Miskolci Nemzeti Színház                                                  | Törpe                                                         |
| Trevor Griffiths | Komédiások                                       | 1989.           | Miskolci Nemzeti Színház, Játékszín                                       | Gedd Murray                                                   |
| Eugene O’Neill | Holt fény                                        | 1989.           | Miskolci Nemzeti Színház Kamaraszínháza                                   | Mike Hogan                                                    |
| William Shakespeare | Vízkereszt, vagy amit akartok                    | 1989.           | Miskolci Nyár Belvárosi Szabadtéri Színpad                                | Valentino nemes                                               |
| Oldřich Daněk | Negyven gonosztevő és egy darab ártatlanság      | 1989.           | Miskolci Nemzeti Színház                                                  | Hájas                                                         |
| Weöres Sándor | Holdbeli csónakos                                | 1989.           | Miskolci Nemzeti Színház                                                  | Bolond Istók                                                  |
| Miguel de Cervantes Saavedra, Dale Wasserman | La Mancha lovagja                                | 1990.           | Miskolci Nemzeti Színház                                                  | Szolga és Sancho                                              |
| Arthur Schnitzler, Kornis Mihály | Körmagyar                                        | 1990.           | Miskolci Nemzeti Színház                                                  | Katona                                                        |
| Carlo Gozzi | A szarvaskirály                                  | 1990.           | Miskolci Nemzeti Színház                                                  | Leandro, Pantalone fia                                        |
| Alfred Grünwald, Fritz Löhner-Beda | Bál a Savoyban                                   | 1990.           | Miskolci Nemzeti Színház                                                  | Musztafa bey, táncoskomikus                                   |
| Harmath Imre | Maya                                             | 1991.           | Miskolci Nemzeti Színház Kamaraszínháza                                   | Director                                                      |
| Alfred Maria Willner, Robert Bodansky | Luxemburg grófja                                 | 1991.           | Kisfaludy Színház                                                         | Lord Lanchester                                               |
| Arthur Miller | A salemi boszorkányok                            | 1991.           | Kisfaludy Színház                                                         | Ezekiel Cheever                                               |
| Daniel Keyes, Korognai Károly | Virágot Algernonnak                              | 1994.           | Vörösmarty Színház                                                        |                                                               |
| Friedrich Dürrenmatt | Az öreg hölgy látogatása                         | 1986.           | Vígszínház                                                                | Állomásfőnök és Újságíró                                      |
| Mihail Afanaszjevics Bulgakov | Iván, a rettentő                                 | 1986.           | Vígszínház                                                                | 2. rendőr                                                     |
| Alain Boublil, Jean-Max Rivière | A francia forradalom                             | 1986.           | Ódry Színpad                                                              | Bonaparte                                                     |
| Pierre-Augustin Caron de Beaumarchais | A sevillai borbély avagy a hiábavaló elővigyázat | 1986.           | Ódry Színpad                                                              | Jegyző                                                        |
| Szigligeti Ede | Liliomfi                                         | 1987.           | Ódry Színpad                                                              | Szellemfi                                                     |
| Jaroslav Hašek, Emil Frantiąek Burian | Svejk, egy derék katona kalandjai a hátországban | 1987.           | Ódry Színpad                                                              | Hitelező                                                      |
| Fjodor Mihajlovics Dosztojevszkij, Albert Camus | Ördögök                                          | 1986.           | Vígszínház                                                                | Rendőr                                                        |
| Sarkadi Imre | Oszlopos Simeon                                  | 1987.           | Vígszínház                                                                | Postás                                                        |
| Jékely Zoltán | Mátyás király juhásza                            | 1987.           | Népszínház (Budapest) Művelődési Ház (Bonyhád)                            | Berengár udvarmester és Gergő juhász                          |
| Edmond Rostand | Cyrano de Bergerac                               | 1987.           | Madách Színház Dóm tér (Szeged)                                           |                                                               |
| Miguel de Cervantes Saavedra, Dale Wasserman | La Mancha lovagja                                | 1984.           | Ódry Színpad                                                              | Paco, öszvérhajcsár                                           |
| Vörösmarty Mihály | Csongor és Tünde                                 | 1981.           | Móricz Zsigmond Színház                                                   | Kurrah                                                        |
| Dalmiro Saenz | Ez aztán szerelem                                | 1982.           | Móricz Zsigmond Színház                                                   |                                                               |
| Németh László | Husz János                                       | 1980.           | Nemzeti Színház                                                           | Második suhanc                                                |
| Tennessee Williams | Az ifjúság édes madara                           | 1999.           | Nemzeti Színház Várszínház                                                | Scotty                                                        |
| Vörösmarty Mihály, Görgey Gábor | Handabasa avagy a fátyol titka                   | 2000.           | Budaörsi Játékszín Nyári Lakótelepi Színháza                              | Rigó Dezső, lézengő fiatal                                    |
| Molière | A nők iskolája                                   | 2000.           | Magyar Színház                                                            | Alain, paraszt, Arnolf inasa                                  |
| Miguel de Cervantes Saavedra, Dale Wasserman | La Mancha lovagja                                | 2001.           | Magyar Színház                                                            | Borbély                                                       |
| William Shakespeare | Téli rege                                        | 2001.           | Magyar Színház                                                            | Cleomenes                                                     |
| Szép Ernő | Patika                                           | 2002.           | Magyar Színház                                                            | Jóvér Jani                                                    |
| Pozsgai Zsolt | Arthur és Paul                                   | 2003.           | Magyar Színház Sinkovits Imre Színpad                                     | II. Menelik, abesszin császár                                 |
| Edmond Rostand, Tom Jones | A fantasztikusok                                 | 2004.           | Magyar Színház Sinkovits Imre Színpad                                     | Mortimer                                                      |
| Eugene O'Neill | Vágy a szilfák alatt                             | 2004.           | Budaörsi Játékszín                                                        | Hector                                                        |
| Arisztophanész | Madarak                                          | 2004.           | Budaörsi Játékszín Bleyer Jakab Német Nemzetiségi Általános Iskola udvara | Banka                                                         |
| Arisztophanész | Madarak                                          | 2004.           | Budaörsi Játékszín                                                        | Banka                                                         |
| William Shakespeare | A windsori víg nők                               | 2004.           | Magyar Színház                                                            | Bardolph                                                      |
| Nyikolaj Vasziljevics Gogol | Háztűznéző                                       | 2009.           | Magyar Színház                                                            | Sztarikov                                                     |
| Rejtő Jenő, Schwajda György | A néma revolverek városa                         | 2005.           | Magyar Színház                                                            | Lovell                                                        |
| Nepp József (rajzfilm), Ternovszky Béla (rajzfilm), Valla Attila, Szikora Róbert | Macskafogó                                       | 2006.           | Magyar Színház                                                            | Maxi Pocak                                                    |
| Tamási Áron, Pozsgai Zsolt | Ábel                                             | 2007.           | Magyar Színház                                                            | Komisszár                                                     |
| Miguel de Cervantes Saavedra, Dale Wasserman | La Mancha lovagja                                | 2007.           | Bakáts Téri Szabadtéri Színpad                                            | Borbély                                                       |
| Jean Anouilh | Becket, vagy Isten becsülete                     | 2007.           | Magyar Színház                                                            | I. francia báró; I. inas                                      |
| Edmond Rostand | Cyrano de Bergerac                               | 2009.           | Magyar Színház                                                            | Ragueneau                                                     |
| Joseph Kesselring | Arzén és levendula                               | 2010.           | Magyar Színház                                                            | Brophy, rendőr                                                |
| Molnár Ferenc | Liliom                                           | 2010.           | Magyar Színház                                                            | Berkovics                                                     |
| John Ford | Kár, hogy kurva                                  | 2010.           | Pesti Magyar Színház Sinkovits Imre Színpad                               |                                                               |
| Tennessee Williams | Macska a forró tetőn                             | 2011.           | Magyar Színház                                                            | Baugh doktor                                                  |
| Georges Feydeau | Osztrigás Mici                                   | 2011.           | Magyar Színház                                                            | Varlin, biztosítási ügynök (párbajsegéd)                      |
| Berg Judit | Rumini                                           | 2011.           | Magyar Színház                                                            | Ajtony, hajószakács                                           |
| Mark Twain, Miklós Tibor | Tom Sawyer és Huckleberry Finn kalandjai         | 2012.           | Pesti Magyar Színház                                                      | Temetkezési vállalkozó; Sheriff                               |
| Janikovszky Éva, Szabó Borbála | Égigérő fű                                       | 2013.           | Magyar Színház                                                            | Dezső Dezső                                                   |
| Szerb Antal, Forgách András | Holdvilág és utasa                               | 2013.           | Vasfüggöny mögötti játéktér                                               | Waldheim                                                      |
| Böszörményi Gyula | Almaszósz                                        | 2013.           | Magyar Színház                                                            | Hernyó, a hernyók leghernyóbbika, a királylányrabló; Szomszéd |
| Heinrich von Kleist, Tasnádi István | Közellenség                                      | 2013.           | Magyar Színház                                                            | Herse; Sintér                                                 |
| |                                                  | .               |                                                                           |                                                               |

### Jelenleg játszott szerepei
Az utolsó módosítás ebben a szakaszban:  2018. január 5., 15:26 (CET)
A Pesti Magyar Színházban:
- Berg Judit: Rumini – AJTONY
- Richard Rodgers, Oscar Hammerstein, Howard Lindsay, Russel Crouse, Maria Augusta von Trapp, Bátki Mihály, Fábri Péter: A muzsika hangja – VON SCHREIBER ADMIRÁLIS[11]
- Robert Thoeren (Fordító: Bátki Mihály), Jule Styne, Topolcsányi Laura: Sugar (Van aki forrón szereti) – BOXER NORTON[12]
- Dobozy Imre: A tizedes meg a többiek – DUNYHÁS[13]
- Dés László, Nemes István, Böhm György, Korcsmáros György, Horváth Péter, Radványi Géza, Balázs Béla: Valahol Európában – TRÓGER[14]
- Molière: A fösvény – SIMON pénzközvetítő[15]
- Johnny K. Palmer, Szente Vajk, Buzás Mihály-Paso Doble-Kirády Attila: SunCity – a Holnap Tali!-musical – fesztiváligazgató[16]
- Arany János verseiből: A képmutogatók[17]

## Filmes szerepei
- 1980. Csupajóvár
- 1986. Hajnali párbeszéd
- 1991-1993. Szomszédok – Orvos
- 1993. Frici, a vállalkozó szellem – Fuvarozó
- 1994. Kisváros – Zsebes
- 2003. Telitalálat – Kovács
- 2005. Csak szex és más semmi – ügyelő
- 2005. Más-világ
- 2006 Barátok közt (sorozat) - Ulrich Alajos
- 2006. Szabadság, szerelem – Dékán
- 2006. Les Européens – Ferenc
- 2007. A Cég – A CIA regénye (The Company) – ÁVH-s
- 2010. Zimmer Feri 2. – Polgármester
- 2012. Hacktion: Újratöltve – munkás
- 2015 Liza, a rókatündér (játékfilm) – rendőrorvos
- 2017 Tóth János – Portás
- 2017 Holnap Tali! – Dezső bácsi[18]
- 2017 Budapest Noir – Dr. Pazár[19]
- 2018 Aranyélet – Pillér Károly[20]
- 2019 Alvilág – Törzsvendég
- 2019 Drága örökösök – Kerepesi Tóni
- 2020 Egyszer volt Budán Bödör Gáspár - Perki
- 2020–2022 Doktor Balaton – Sikei
- 2021, 2022 Keresztanyu - Férfi a piacon, Erdélyi magyar rendőr
- 2023–2024 Drága örökösök – A visszatérés – Kerepesi Tóni
- 2023 Gólkirályság – vállalkozó
- 2025 A mi kis falunk – Kocsis Géza